# 大盖遗址
大盖遗址，位于山东省滨州市惠民县麻店乡大盖村，是中华人民共和国山东省文物保护单位之一。
1977年12月23日，授予山东省文物保护单位，是一座古遗址。